# Tillämpningsprogram

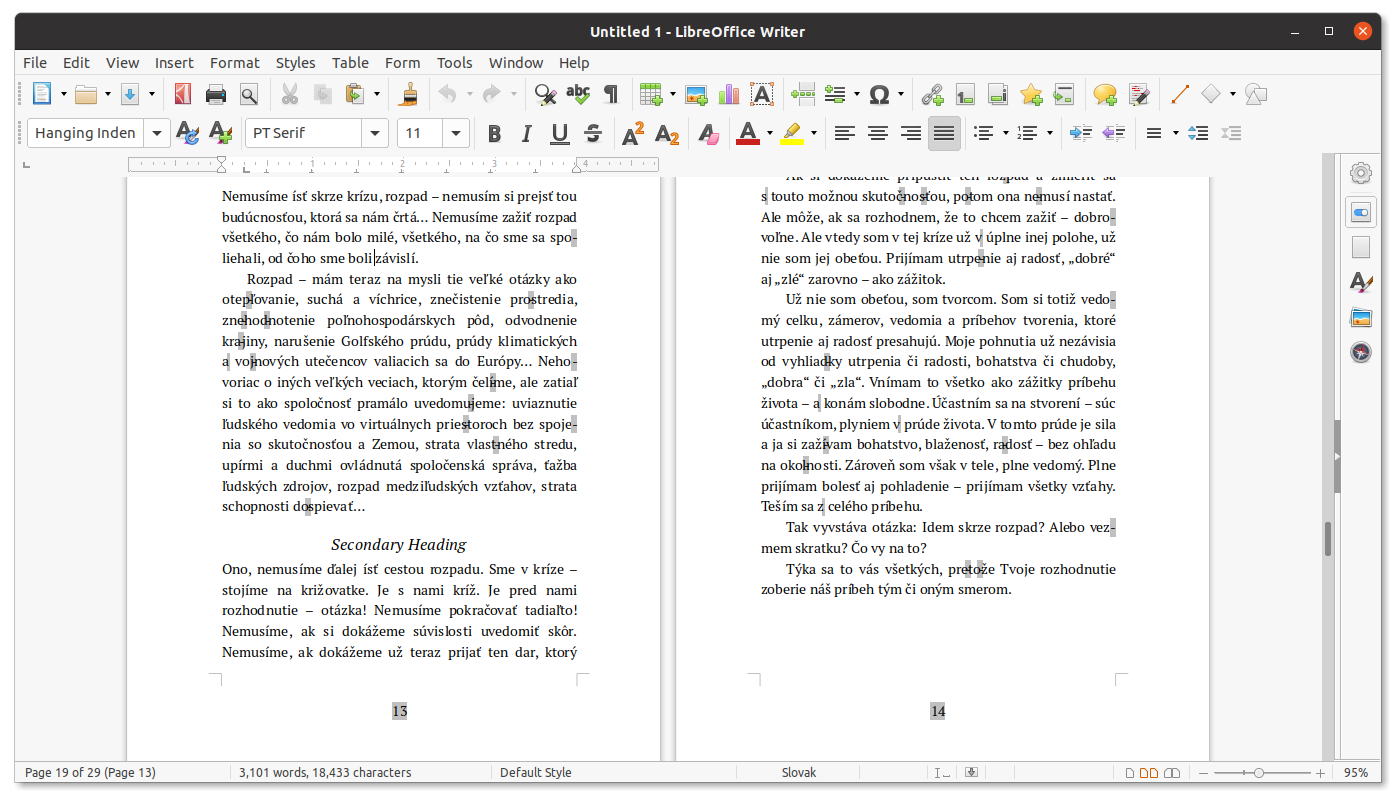
LibreOffice Writer

Ett tillämpningsprogram eller en applikationsprogramvara, ofta förkortat app, är en typ av datorprogram som fyller ett direkt syfte för användaren. Tillämpningsprogram kan bland annat vara kontorsprogram som ordbehandlingsprogram och kalkylprogram, kommunikationsprogram som e-postprogram, chattprogram och webbläsare, eller nöjesprogram som datorspel och mediaspelare.  
Termen brukar användas i motsats till program som behövs för att driva datorn eller skapa program, exempelvis operativsystem, systemverktyg, programmeringsverktyg och administrationsverktyg.
Vid datakommunikation ligger protokoll (kommunikationsstandarder) för applikatonstjänster på applikationslagret (översta protokollagret) i TCP/IP- och OSI-modellerna.

## Mobilapplikation
Ofta menas med app (förkortning för applikationsprogram) i vardagligt tal ett litet tillämpningsprogram som användaren enkelt kan ladda ned och installera själv. Exempelvis är en mobilapplikation (mobil app) ett tillämpningsprogram som kan installeras på den nya generation mobiltelefoner som brukar kallas smarttelefoner, eller på surfplattor, det vill säga mobila enheter som har kompletta mobiloperativsystem såsom Android, iOS, Symbian och Windows Phone.
De största onlinebutikerna för  mobila applikationer är App Store för iOS och Google Play för Android. Andra onlinebutiker är bland annat Samsung Apps för Samsung Bada samt freeware Symbian, Ovi Butik och Linked In för Symbian.

## Onlinetjänst
En annan vanlig innebörd för app är en tjänst för Web 2.0-webbplatser såsom Facebook som kan tillhandahållas av en tredjepartsleverantörs server, och som användaren enkelt kan aktivera för sitt användarkonto. [källa behövs] Tjänsten Google Apps är Gmail, Google drive, Google plus, med flera Google-tjänster, paketererade för att användas som intranät inom ett företags eller en organisations domän. 

## Ekonomisk betydelse
Under 2011 laddades det ner 10 miljarder appar i världen, enligt analysföretaget Gartner. År 2012 blir det tre gånger så många, 30 miljarder. Under 2015 väntas antalet nedladdade appar uppgå till 50 miljarder. Marknaden för appar var 2011 ungefär 100 miljarder kronor.